# Master of Magic
Master of Magic je počítačová hra pro jednoho hráče pro operační systémy typu DOS z roku 1994. Jedná se o tahovou strategii žánru fantasy a spadá mezi typické hry označované jako 4X, jejichž obsahem je prozkoumat herní svět, rozšířit svou říši, vytěžit suroviny a vyhladit nepřátele. Vytvořilo ji společnost Simtex a byla vydána společností MicroProse, jejímž hrám Civilizace a Master of Orion je do značné míry podobná.
Hráč je jedním z až pěti čarodějů, kteří soupeří o vládu nad světem. Na rozdíl od Civilizace, kde byla herní mapa z topologického hlediska válec, je zde svět tvořený jakoby dvěma válci propojenými průchody: druhou mapou je magický svět Myrroru. Na každé z map mají svá města jiné rasy, které se mírně odlišují jak ve spektru svých budov, tak ve spektru jednotek, kterých je ve hře celkem 86 druhů. Dobytím jiného města přitom jeho obyvatelstvo není vyhlazeno ani nahrazeno, hráč tedy může mít armády sestavené z jednotek různých ras. Hra obsahuje i prvky her na hrdiny: jednotky nabírají zkušenosti a tím sílí a hráč také může najmout hrdiny, kteří kromě zvláštních schopností také možnost používat předměty. Souboje armád probíhají na zvláštních taktických mapkách. Důležitou součástí herní mechaniky jsou kouzla, která jsou rozdělena do několika okruhů („život“, „oheň“, „příroda“ …) a počáteční volba hráčových znalostí v rámci těchto okruhů společně s volbou rasy zajišťují určitou odlišnost průběhu jednotlivých her a tedy i znovuhratelnost.
Uvedení hry na trh bylo záporně poznamenáno značnou chybovostí vydané verze, kterou opravily až pozdější záplaty. Na moderních počítačových systémem je hru možné hrát za pomoci DOSBoxu.